# Łempice (powiat grajewski)
Łempice – wieś w Polsce położona w województwie podlaskim, w powiecie grajewskim, w gminie Wąsosz.
Prywatna wieś szlachecka położona była w drugiej połowie XVI wieku w powiecie wąsoskim ziemi wiskiej województwa mazowieckiego. W latach 1975–1998 miejscowość należała administracyjnie do województwa łomżyńskiego.
Wierni kościoła rzymskokatolickiego należą do parafii Przemienienia Pańskiego w Wąsoszu.